# Таргум
Таргум (хебр. תרגום, тумачење) је превод старозаветне Библије са хебрејског на арамејски језик, а нешто касније и на персијски језик.
Традиција приписује израду првог Таргума строзаветном пророку и писцу Јездри. Међутим, историјски извори датирају Таргум у 1. век п. н. е.
Таргуми су, по неким научницима настали након вавилонског ропства када је стари хебрејски престао да буде живи народни језик па су се у синагогалном богослужењу библијски текстови преводили и тумачили. У рано-талмудско и ранохришћанско доба Таргуми су се преносили усменом предајом и уобличавали. У Мишни се већ наводе правила за поступак њихова излагања, а у послеталмудско доба почели су се записивати. Најчувенији су Онкелов таргум о Петокњижју ([[2. век), Таргум Јонатана бен Узиела о пророцима и списима (7—8. век).